# 爾朱弼
爾朱 弼（じしゅ ひつ、? - 532年）は、北魏の軍人。字は輔伯。本貫は秀容郡。爾朱彦伯・爾朱仲遠・爾朱世隆・爾朱世承らの弟。爾朱栄の従弟にあたる。

## 経歴
北魏の華州刺史の爾朱買珍の子として生まれた。530年、長広王元曄が擁立されると、爾朱弼は散騎常侍・左衛将軍に任ぜられ、朝陽県開国伯に封ぜられた。531年、節閔帝が擁立されると、車騎将軍・左光禄大夫・領左右となり、河間郡公に改封された。間もなく驃騎大将軍・開府儀同三司・青州刺史となった。532年、爾朱天光らが高歓と韓陵で戦って敗れると、爾朱弼は青州に帰還した。兄の爾朱世隆が捕らえられると、爾朱弼は南朝梁に亡命しようと図り、側近たちと臂を割いて盟約した。部下の馮紹隆が「盟約を新たにするには、心にあたるところの血をそそいで、人々に信をお示しください」と説いたので、爾朱弼は部下を呼び集め、馮紹隆に刀で胸を開かせることとした。馮紹隆は刃を突いて爾朱弼を殺し、その首を洛陽に届けた。

## 伝記資料
- 『魏書』巻75 列伝第63
- 『北史』巻48 列伝第36